# 周天声
周天声，浙江奉化人，黄埔軍校四期生，曾任混成旅旅长、蔣介石侍衛副官。1945年8月毛澤東抵重慶與蔣介石談判時，曾負責毛澤東的安全警衛。
其叔父周淡游系同盟会会员，蔣介石友人。其堂兄周天健系國軍中將。